# Wenchang (köpinghuvudort i Kina, Zhejiang Sheng, lat 29,78, long 119,20)
Wenchang (kinesiska: 文昌, 文昌镇) är en köpinghuvudort i Kina. Den ligger i provinsen Zhejiang, i den östra delen av landet, omkring 110 kilometer sydväst om provinshuvudstaden Hangzhou. Antalet invånare är 8 760. Befolkningen består av 4 514 kvinnor och 4 246 män. Barn under 15 år utgör 12,0 %, vuxna 15-64 år 69 %, och äldre över 65 år 17,0 %.
Runt Wenchang är det ganska tätbefolkat, med 93 invånare per kvadratkilometer. Närmaste större samhälle är Linqi, 11,4 km nordväst om Wenchang. I omgivningarna runt Wenchang växer i huvudsak blandskog.
Genomsnittlig årsnederbörd är 2 236 millimeter. Den regnigaste månaden är juni, med i genomsnitt 456 mm nederbörd, och den torraste är januari, med 80 mm nederbörd.